# La messa dei giovani
La messa dei giovani è un album dal vivo split dei gruppi musicali italiani Angel and the Brains, I Barrittas e The Bumpers, pubblicato nel 1966. L'album contiene la Messa beat.

## Il disco
La prima edizione della Messa beat è stata pubblicata nel 1966 dalla Ariel in formato LP con numero di catalogo lnf 202. I brani sono stati eseguiti dagli Angel and the Brains, I Barrittas e The Bumpers.
Nel 1968 il disco del 1966 è stato ristampato dalla Roman Record Company, che acquisì il catalogo della Ariel. Sempre nel 1968 I Barrittas registrano una nuova versione del disco, con il medesimo titolo La messa dei giovani e l'aggiunta di un nuovo brano e nel 1970 ne registrano una nuova versione in inglese destinata al mercato britannico e statunitense con il titolo The Mass for Peace.

## Tracce
1. Angel and the Brains – Introito (Penso pensieri di pace) (testo: Carlo Gasbarri – musica: Marcello Giombini)
2. I Barrittas – Gloria (Gloria al Signore) (testo: dall'ordinarium missae con modifiche di Giuseppe Scoponi – musica: Marcello Giombini)
3. Angel and the Brains – Graduale (Con voci di gioia) (testo: Tommaso Federici – musica: Marcello Giombini)
4. The Bumpers – Credo (Io credo) (testo: dall'ordinarium missae con modifiche di Giuseppe Scoponi – musica: Marcello Giombini)
5. Angel and the Brains – Offertorio (A te offro mio Dio) (testo: Tommaso Federici – musica: Marcello Giombini)
6. The Bumpers – Sanctus (Santo) (dall'ordinarium missae con modifiche di Giuseppe Scoponi)
7. I Barrittas – Communio (dall'ordinarium missae con modifiche di Carlo Gasbarri)
8. I Barrittas – Agnus Dei (Agnello di Dio) (dall'ordinarium missae con modifiche di Giuseppe Scoponi)
9. The Bumpers – Padre Nostro (Giuseppe Scoponi)

## Edizioni
- 1966 – La messa dei giovani (Ariel, lnf 202, LP, Italia)
- 1968 – La messa dei giovani (Roman Record Company, RCP 702; LP, Italia)